# Vægtløftning under sommer-OL 2016 - 48 kg (damer)
Kvindernes 48 kg vægtsklasse i vægtløftning under sommer-OL 2016 i Rio de Janeiro blev afholdt d. 6. august 2016 i Pavilion 2 i Riocentro.
Medaljerne blev overrakt af Tricia Smith, IOC medlem, Canada og Tamás Ajan, præsident for International Weightlifting Federation.

## Tidsoversigt
Alle tider er brasiliansk tid (UTC-03:00)
| Dato           | Tid   | Event    |
| -------------- | ----- | -------- |
| 6. august 2016 | 19:00 | Gruppe A |

## Resultater
| Rang | Atlet                 | Land                      | Gruppe | Krops vægt | Snatch (kg) | Snatch (kg) | Snatch (kg) | Snatch (kg) | Clean & Jerk (kg) | Clean & Jerk (kg) | Clean & Jerk (kg) | Clean & Jerk (kg) | Total |
| Rang | Atlet                 | Land                      | Gruppe | Krops vægt | 1           | 2           | 3           | Resultat    | 1                 | 2                 | 3                 | Resultat          | Total |
| ---- | --------------------- | ------------------------- | ------ | ---------- | ----------- | ----------- | ----------- | ----------- | ----------------- | ----------------- | ----------------- | ----------------- | ----- |
| 1    | Sopita Tanasan        | Thailand                  | A      | 47.91      | 88          | 90          | 92          | 92          | 106               | 108               | 110               | 108               | 200   |
| 2    | Sri Wahyuni Agustiani | Indonesien                | A      | 47.25      | 82          | 85          | 87          | 85          | 107               | 115               | 115               | 107               | 192   |
| 3    | Hiromi Miyake         | Japan                     | A      | 47.95      | 81          | 81          | 81          | 81          | 105               | 107               | 107               | 107               | 188   |
| 4    | Beatriz Pirón         | Den Dominikanske Republik | A      | 47.50      | 85          | 87          | 87          | 85          | 102               | 105               | 105               | 102               | 187   |
| 5    | Margarita Yelisseyeva | Kasakhstan                | A      | 47.72      | 80          | 84          | 84          | 80          | 103               | 106               | 106               | 106               | 186   |
| 6    | Morghan King          | USA                       | A      | 47.79      | 80          | 82          | 83          | 83          | 100               | 103               | 103               | 100               | 183   |
| 7    | Chen Wei-ling         | Kinesisk Taipei           | A      | 47.13      | 75          | 79          | 81          | 81          | 99                | 100               | 100               | 100               | 181   |
| 8    | Iulia Paratova        | Ukraine                   | A      | 47.74      | 84          | 86          | 86          | 84          | 95                | 95                | 98                | 95                | 179   |
| 9    | Roilya Ranaivosoa     | Mauritius                 | A      | 47.90      | 73          | 78          | 80          | 80          | 93                | 98                | 100               | 93                | 173   |
| 10   | Zhanyl Okoeva         | Kirgisistan               | A      | 47.56      | 68          | 72          | 75          | 72          | 92                | 97                | 101               | 97                | 169   |
| –    | Saikhom Mirabai Chanu | Indien                    | A      | 47.77      | 82          | 82          | 84          | 82          | 104               | 106               | 106               | –                 | –     |
| –    | Vương Thị Huyền       | Vietnam                   | A      | 47.84      | 83          | 84          | 84          | –           | –                 | –                 | –                 | –                 | –     |